# 呉凱声
呉 凱声（ご がいせい、1900年 – 1997年8月27日）は、中華民国の法学者・弁護士・外交官・官僚、中華人民共和国の法学者。別号は丹農。初期は国際連盟代表や民主派弁護士として名声を博すが、南京国民政府（汪兆銘政権）参加により漢奸として有罪判決を受けた。文化大革命後の最晩年に復権している。

## 事績

### 初期の活動
1922年（民国11年）、上海倉聖明智大学（別名：上海ハードン大学）文科を卒業した。その後、フランスに留学し、その最中に上海の『申報』やシンガポールの『新国民日報』の通信員をつとめている。最終的に、リヨン大学で法学博士号を取得した。
帰国後の1926年（民国15年）に上海で弁護士を開業し、華人初のフランス租界混合裁判所での登録を認められている。1928年（民国17年）7月2日、国民政府外交部秘書に任命され、翌1929年、第13回国際労働機関（ILO）総会と国際連盟アヘン諮問委員会（現在の麻薬委員会）に中華民国代表として出席した。1930年（民国19年）4月21日、国際連盟全権代表弁事処処長兼駐スイス臨時代理公使に任命され、前年に引き続き第14回ILO（同年4月）とアヘン諮問委員会（翌1931年1月）に代表として出席している。1931年（民国20年）8月15日、駐スイス特命全権公使兼国際連盟総会代表に任命され、1933年（民国22年）5月20日まで在任した。
帰国後は上海法学院、東亜大学などで校董・教授となる。1934年（民国23年）1月、上海租界華人委員に選出され、そのほか中外文化協会理事長や弁護士をつとめた。
呉凱声は民主党派の人物を弁護・救援することで高い名声があった。例えば、政治犯として国民政府に拘束された廖承志や楊杏仏、陳賡らは、呉の弁護活動によって釈放されている。

### 汪兆銘政権での活動
1939年以降、呉凱声は汪兆銘（汪精衛）の親日政権樹立活動に参与し始める。1940年（民国29年）3月30日に南京国民政府（汪兆銘政権）が成立すると、呉は早速、中央政治委員会委員兼考試院考選委員会副委員長として起用された。翌1941年（民国30年）9月18日、駐イタリア大使に任命され、1942年（民国30年）2月24日には駐クロアチア公使を兼任している。
1943年（民国22年）、呉凱声は帰国した。同年に中華民国フランス専管租界接収委員会委員の1人となり、租界接収事務等を完了させた。同年9月21日、呉は外交部次長に抜擢され、1945年（民国34年）1月23日まで在任した。このほかにも、最高国防会議副秘書長、治外法権撤廃委員会秘書長などの要職をつとめている。
以上の動向からして、少なくとも外形的には、呉凱声は汪兆銘の信頼を得て要職を歴任していたことがうかがえる。

### 漢奸裁判
汪兆銘政権崩壊後、呉凱声は蔣介石国民政府に漢奸として摘発され、裁判にかけられた。江蘇高等法院で開かれた裁判において呉は、様々な証拠を掲げながら以下のように弁明している。
まず1939年当初は、蔣介石国民政府（行政院）交通部の指示を受け、上海に無線電信局を設立していた。しかし、無線電信局を運営して交通部に内通するのは監視もあり難しいため、仕方なく外交部長・褚民誼の誘いに応じ、汪兆銘政権の一員となって身を守ったというのである。その後の考試委員会副委員長職は有名無実の職であり、駐イタリア大使についても褚民誼の一方的な指名だったため赴任せず、治外法権撤廃委員会秘書長についても、組織の体を為していなかった、と述べた。更に、外交部次長に就任したのは節を変じ、反米英外交に従事したことを意味するのではなく、抗戦にも貢献したものである、と主張している。
しかし、江蘇高等法院は呉凱声について有罪とみなし、懲役12年の判決を下した。漢奸にしては量刑が比較的軽かったとは言えるものの、呉の妻子は漢奸となった呉を見放して絶縁を宣言するなど、社会的には名声を完全に喪失している。

### 晩年
1949年、国共内戦に勝利して上海入りした中国人民解放軍に呉凱声は再逮捕され、1951年、江蘇省塩城市大豊農場で「労働改造」を強制された。しかし1955年、農場を視察しに来た陳賡と再会し、旧年の恩を感謝されている。それが影響したのか、まもなく呉は釈放となり、上海外国語職業学校でフランス語教師となった。
文化大革命時に呉凱声はまたしても逮捕され、周恩来の指示により収監からは解かれたものの、文革期には都市清掃の強制労働を課されている。文革が終了すると、呉は再び法学者・知識人としての待遇を受けるようになり、外国歴史研究所研究員、上海社会科学院法学研究所特約研究員、中国国際文学研究員、華東師範大学歴史系教授・顧問、上海文史館館員を歴任した。
1997年8月27日、上海にて病没。享年98。

## 著作
- 『我国不平等條約之修正』（商務印書館、1937年）
- 『中国憲法問題』（出版者・出版年不明）[2]